# فيزياء المفاعلات النووية

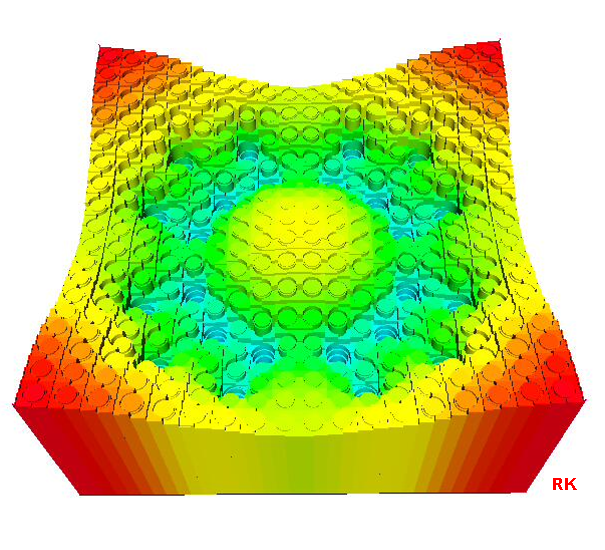

فيزياء المفاعلات النووية هي فرع من العلوم التي تتعامل مع دراسة التفاعل التسلسلي وتطبيقه لتحفيز معدل الانشطار النووي المضبوط في مفاعل نووي لإنتاج الطاقة. تستخدم معظم المفاعلات النووية التفاعل التسلسلي لتحفيز معدل الانشطار النووي المضبوط في المواد الانشطارية، التي تطلق الطاقة والنيوترونات الحرة على حد سواء. يتألف المفاعل من تجميع للوقود النووي (قلب المفاعل)، وعادة ما يكون محاطًا بمهدئ نيوتروني مثل الماء العادي، والماء الثقيل، والغرافيت، وهيدريد الزركونيوم، ومجهزًا بآليات مثل قضبان التحكم التي تتحكم بمعدل التفاعل.
تشتمل فيزياء الانشطار النووي على العديد من المراوغات التي تؤثر على تصميم المفاعلات النووية وسلوكها. تعرض هذه المقالة نظرة عامة على فيزياء المفاعلات النووية وسلوكها.

## الحرجية
في المفاعل النووي، تمثل تجمعات النيوترونات في أي لحظة دالة معدل إنتاج النيوترون (الناتجة عن عمليات الانشطار) ومعدل خسائر النيوترون (الناتجة عن آليات امتصاص عدم الانشطار والتسرب من النظام). عندما تبقى تجمعات النيوترون في المفاعل ثابتة من جيل لآخر (وهو ما يخلق عددًا كبيرًا من النيوترونات الجديدة المفقودة)، يصبح تفاعل الانشطار التسلسلي ذاتي الاستدامة ويُشار إلى حالة المفاعل بأنها «حرجة». عندما يتجاوز إنتاج المفاعل النيوتروني الخسائر، والتي تتسم بارتفاع مستوى الطاقة، ويعتبر «فوق المستوى الحرج»، وعندما تسود الخسائر، فإنه يعتبر «دون المستوى الحرج» ويبدي طاقة متناقصة.
«صيغة الستة عوامل» هي معادلة توازن دورة حياة النيوترون، وتشمل ستة عوامل منفصلة، يكون ناتج هذه المعادلة مساويًا لنسبة عدد النيوترونات في أي جيل إلى الجيل السابق، يُعرف هذا المعامل بمعامل التضاعف الفعال k، ويُشار له أيضًا برمز Keff، ويُعبر عنه بالمعادلة  k = Є Lf ρ Lth f η، إذ يمثل Є «معامل الانشطار السريع»، L= «معامل عدم التسرب السريع»، ρ= «احتمال الهروب التجاوبي»،Lth = «معامل عدم التسرب الحراري»، f= «معامل استخدام الوقود الحراري»، η= «معامل إعادة الإنتاج». تُرتَّب عوامل هذه المعادلة تقريبًا حسب احتمال حدوث انشطار نيوترون تكوّن أثناء عملية حرجة. كما ذًكر سابقًا، k = (النيوترونات المنتجة في جيل)/(النيوترونات المنتجة في الجيل السابق). بعبارة أخرى، يكون مستوى المفاعل حرجًا عندما تكون قيمة k تساوي 1؛ ودون المستوى الحرج عندما تكون قيمة k  أقل من 1؛ وفوق المستوى الحرج عندما تكون قيمة k أكبر من 1.
تمثل التفاعلية تعبير الانحراف عن الحرجية. δk = (k − 1)/k. يكون المفاعل حرجًا عندما δk=0، ودون المستوى الحرج عندما δk أقل من 0، وفوق المستوى الحرج عندما δk أكبر من 0. يُرمز للتفاعلية أيضًا بالرمز اليوناني رو (ρ). يُعبر عن التفاعلية بشكل عام بالأعداد العشرية أو النسب المئوية أو نظام بي سي إم (لكل مئة ألف) من حاصل قسمة التغير في معامل التضاعف الفعال على معامل التضاعف الفعال (Δk/k). عند التعبير عن التفاعلية ρ بوحدات نسبة النيوترون المتأخر β، تُدعى الوحدة دولار.
إذا رمزنا لعدد النيوترونات الحرة في قلب المفاعل بـN ومتوسط عمر كل نيوترون بـ τ(قبل إفلاته من القلب أو امتصاص النواة له)، فإن المفاعل سيتبع المعادلة التفاضلية (معادلة التطور).
{\displaystyle {\frac {dN}{dt}}={\frac {\alpha N}{\tau }}}
يمثل الرمز α ثابت التناسب، و{\displaystyle dN/dt} معدل تغير عدد النيوترونات في قلب المفاعل. يصف هذا النوع من المعادلة التفاضلية النمو الأسي أو التضاؤل الأسي، اعتمادًا على إشارة الثابت α، وهو العدد المتوقع فقط من النيوترونات بعد انقضاء متوسط عمر النيوترون:
{\displaystyle \alpha =P_{impact}P_{fission}n_{avg}-P_{absorb}-P_{escape}}
تمثل Pimpact هنا احتمالية مهاجمة نيوترون معين لنواة الوقود، وPfission احتمالية أن يتسبب النيوترون بحدوث انشطار، بعد اصطدامه بالوقود، و Pabsorbاحتمالية امتصاصه بواسطة شيء آخر غير الوقود، و Pescape احتمالية هروب النيوترون بترك قلب المفاعل بالكامل. تمثل navg متوسط عدد النيوترونات التي ينتجها حدث انشطار–تتراوح قيمتها بين 2 و3 لكل من اليورانيوم 235 والبلوتونيوم 239.
في حال كانت قيمة α موجبة، يُعتبر قلب المفاعل فوق المستوى الحرج وسينمو معدل إنتاج النيوترون إلى أن توقف عوامل أخرى هذا النمو. في حال كانت قيمة α سالبة، فيُعتبر قلب المفاعل دون المستوى الحرج وسيتقلص عدد النيوترونات الحرة في القلب على نحو مطرّد حتى يصل إلى التوازن عند الصفر (أو المستوى الطبيعي من الانشطار التلقائي). إذا كانت قيمة α تساوي صفرًا، يُعد المفاعل حرجًا ولا يتغير إنتاجه مع الوقت (0= dN/dt).
تُصمَّم المفاعلات النووية لتقليص احتمالية هروب النيوترون وامتصاصه بواسطة شيء آخر غير الوقود. تقلل المنشآت الصغيرة من احتمالية الهروب المباشر عن طريق تقليل مساحة سطح قلب المفاعل إلى أدنى حد، ويمكن أن تعكس بعض المواد (مثل الغرافيت) بعض النيوترونات مرة أخرى في القلب، مما يقلل من احتمالية هروب النيوترون بدرجة أكبر.
تعتمد احتمالية تسبب النيوترون بحدوث انشطار على الفيزياء النووية للوقود، وغالبًا ما يُعبر عنه كمقطع تصادم. وعادة ما يجري التحكم في المفاعلات عن طريق تعديل احتمالية امتصاص النيوترون بواسطة شيء آخر غير الوقود. يمكن وضع قضبان التحكم المصنوعة من مادة قوية الامتصاص للنيوترون مثل الكادميوم أو البورون في قلب المفاعل: يُفقد أي نيوترون يؤثر على قضيب التحكم من التفاعل التسلسلي، مما يقلل من قيمة α.  يتحكم التاريخ الحديث لقلب المفاعل نفسه باحتمالية امتصاص النيوترون بواسطة شيء آخر غير الوقود.